# Kaple svatého Blažeje (Tmaň)
Kaple svatého Blažeje je výklenková kaple na vrcholu Koukolovy hory v okrese Beroun ve Středočeském kraji.

## Historie
Od roku 1832 stojí na vrcholu Koukolovy hory výklenková polokruhovitá kaple svatého Blažeje. Postavit ji nechal někdejší rektor Univerzity Karlovy doktor Antonín Karel Mudroch, tehdejší vlastník tmaňského panství.
Jako stavebního materiálu byly použity pálené červené cihly a lámaný kámen. Výklenek stavby byl situován ke Tmani.
V knize Antonína Podlahy Posvátná místa království Českého, vydané v roce 1907, v části věnované Vikariátu Berounskému se dočteme o kapli sv. Blažeje na Koukolově hoře:
„Ve výklenku na omítce bývala namalována obrovská postava žehnajícího sv. biskupa Blažeje. Z obrazu toho zbyly jen nejasné obrysy roucha, žehnající pravice a levice s berlou. Do omítky vyryta početná jména návštěvníků. Kaplička vystavena jest z cihel a lámaného kamene. Výklenkem obrácena jest směrem k Tmani. Z výšiny, na níž kaplička stojí, otevírá se na všechny strany rozkošná vyhlídka.“

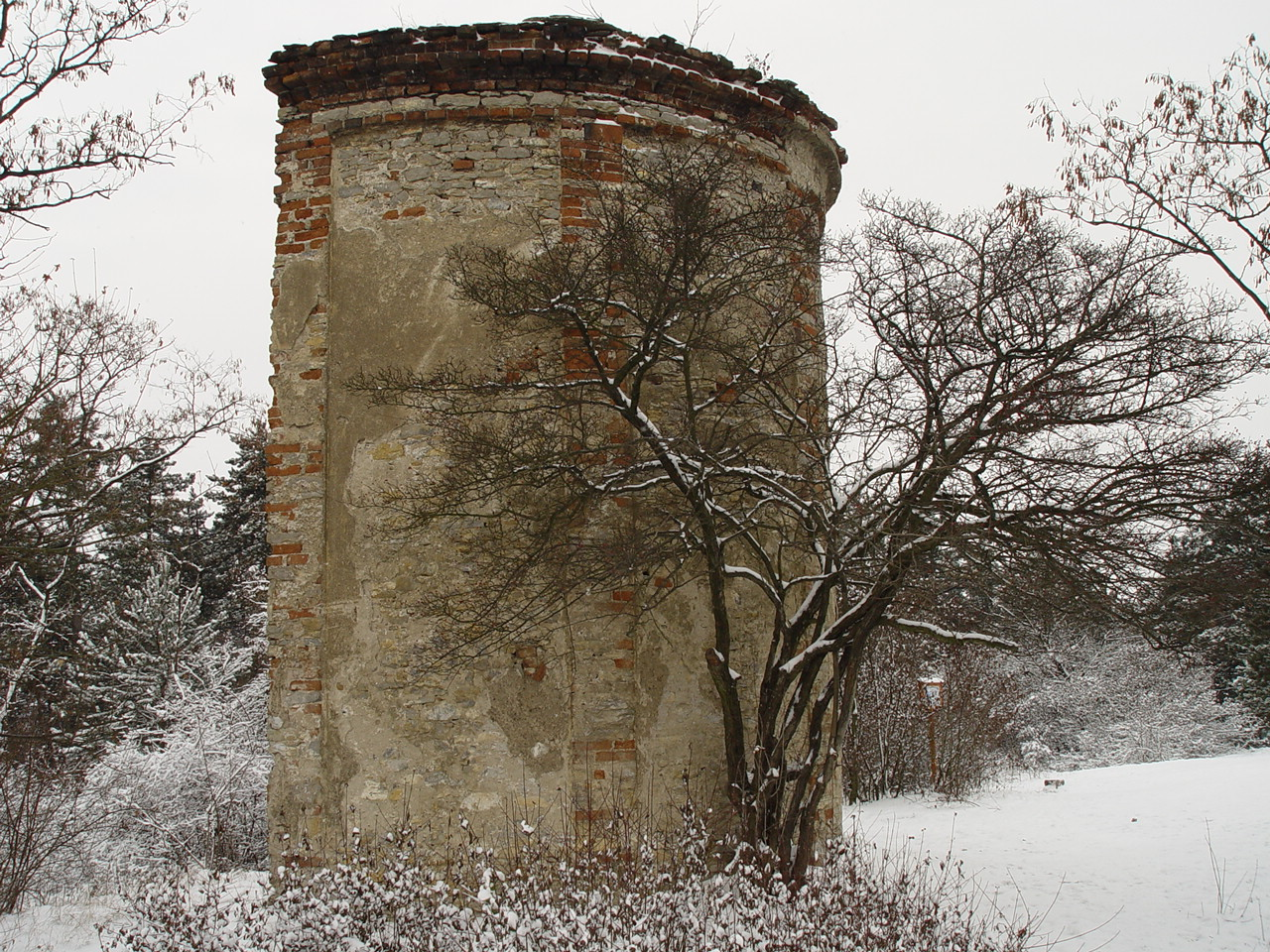
Zřícenina kaple na Koukolově hoře - pohled z boku.
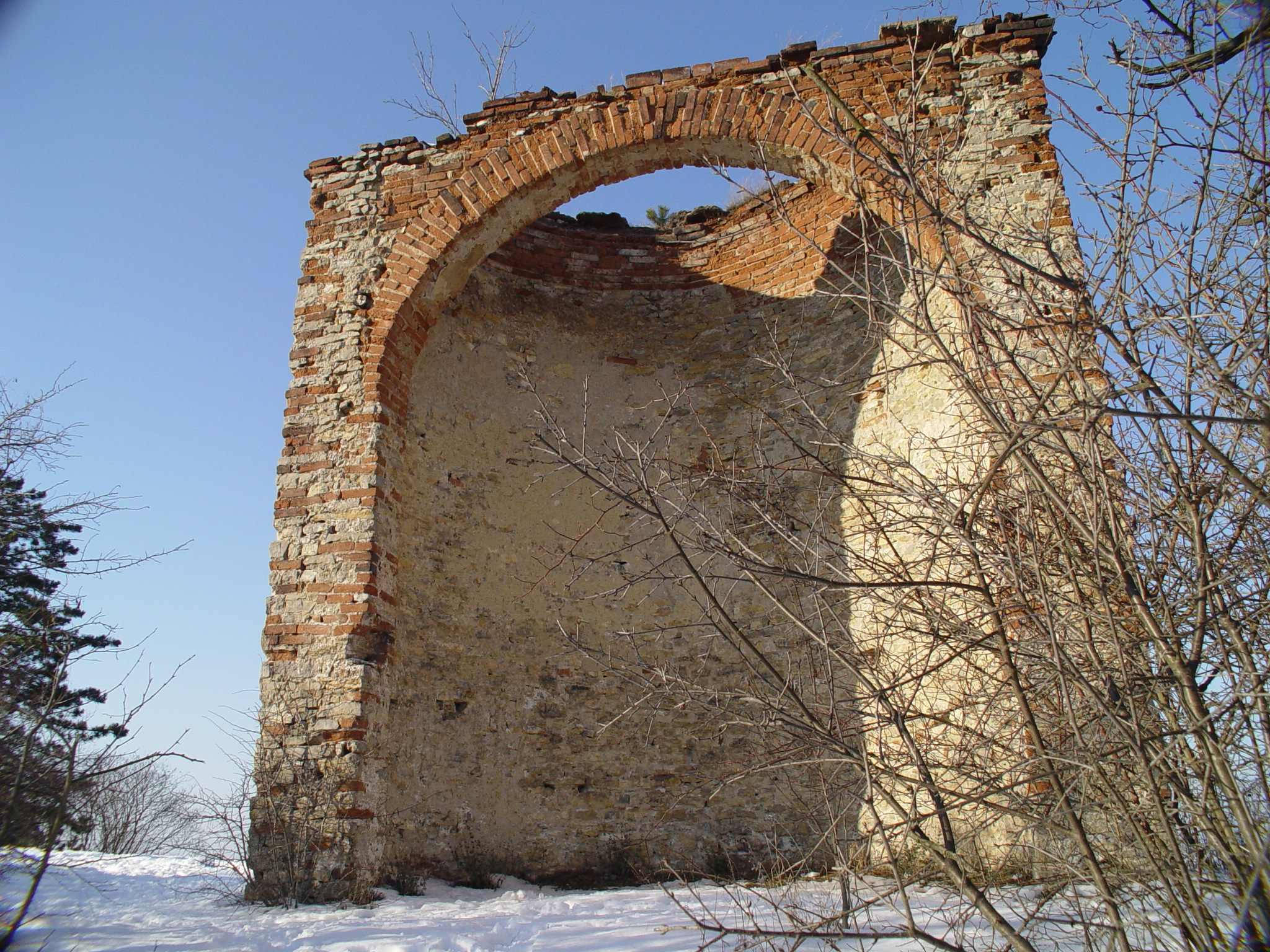
Zřícenina kaple na Koukolově hoře - pohled zpředu.

## Současnost
Za necelých 70 let zanechal čas (a povětrnostní podmínky) na stavbě citelné stopy svého působení, takže počátkem 20. století vypadala značně ošuměle. Ve třicátých letech došlo k částečné rekonstrukci, která kapličce prodloužila život o dalších zhruba 50 let. Od 80. let zbyl ze střechy pouhý nosný oblouk a drolící se cihlové zdivo začalo ohrožovat návštěvníky do té míry, že v 90. letech vznikla myšlenka na úplné zboření. 
K tomu nedošlo, neboť zastupitelstvo obce Tmaň získalo zříceninu do svého vlastnictví a rozhodlo se ji nejen zakonzervovat, nýbrž obnovit do původního stavu. Úkol to byl chvályhodný, finančně však přesahoval možnosti obecního rozpočtu. Subjektů bylo postupně osloveno více, žádost o dotaci nakonec vyslyšelo ministerstvo pro místní rozvoj a poskytlo částku ve výši 400 000 Kč. Projekt a rekonstrukce však vyžadovaly celý milion. Zbývající částku tedy nakonec uhradila obec Tmaň.
Jak vyplývá z pamětní tabulky, umístěné vedle výklenku, stavbu zrealizovala firma Fortel, s.r.o. a obraz je dílem p. Kostílka.
13. března 2010, v rámci programu XV. ročníku turistického srazu „Loučení se zimou“ bylo dílo slavnostně předáno nejširší turistické veřejnosti, neboť vrchol Koukolovy hory je oblíbeným výletním místem pro turisty ze širokého okolí.
Protože se jedná o církevní stavbu, byla kaplička vysvěcena P. Zbigniewem Ponichterou ze zdické a žebrácké římskokatolické farnosti, pod kterou náleží i obec Tmaň.

## Galerie

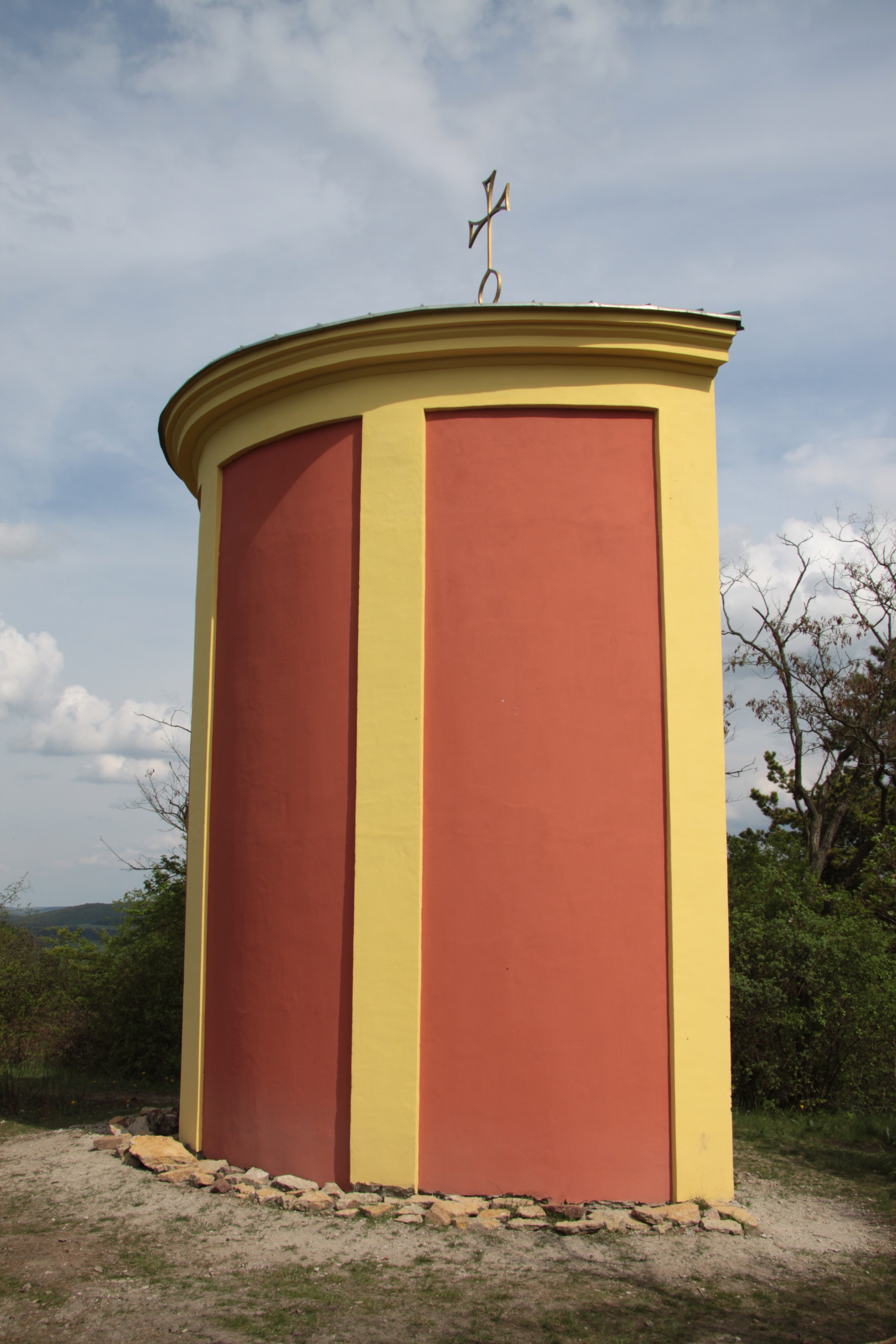
Renovovaná kaple na Koukolově hoře - pohled z boku.
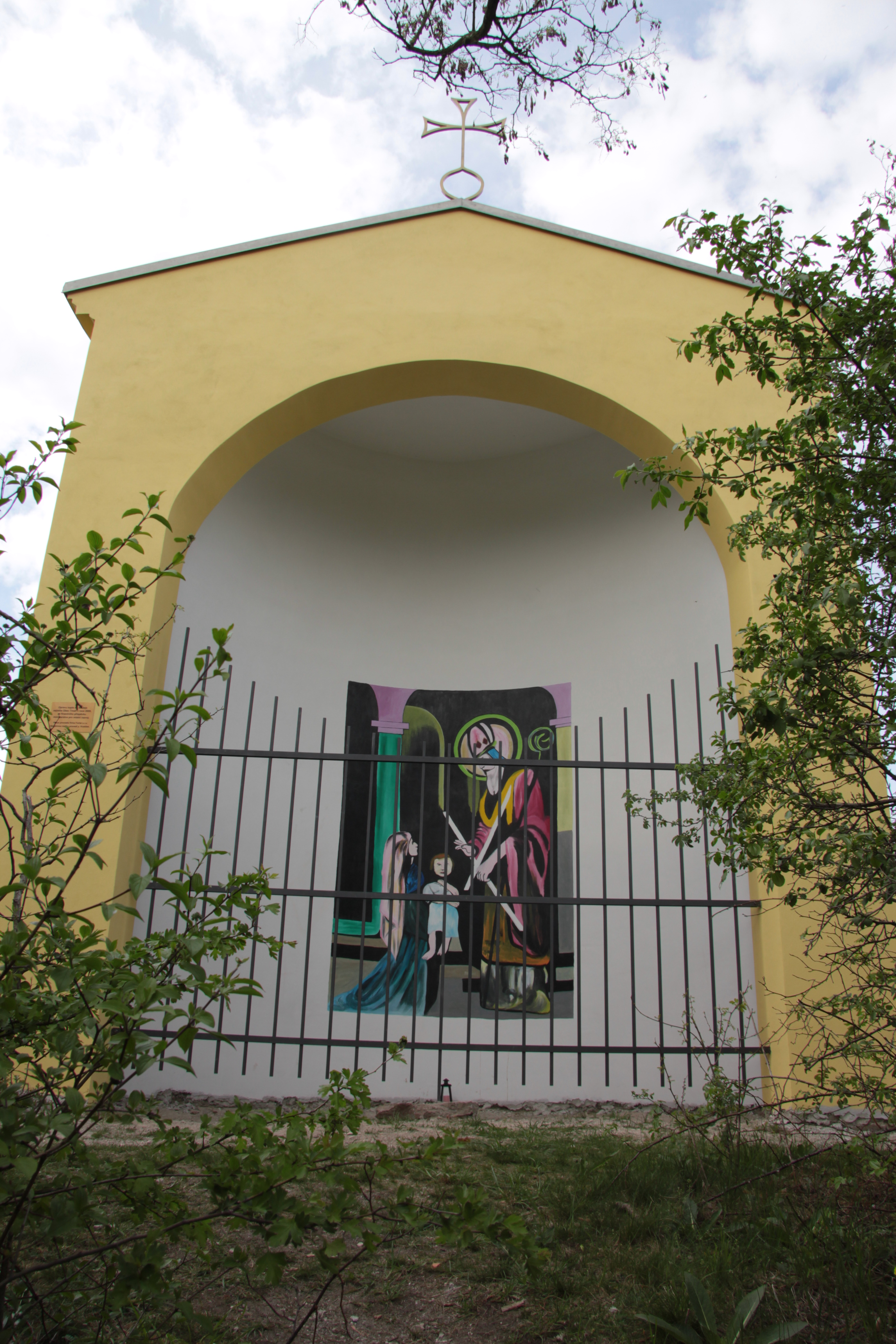
Renovovaná kaple na Koukolově hoře - pohled zpředu.
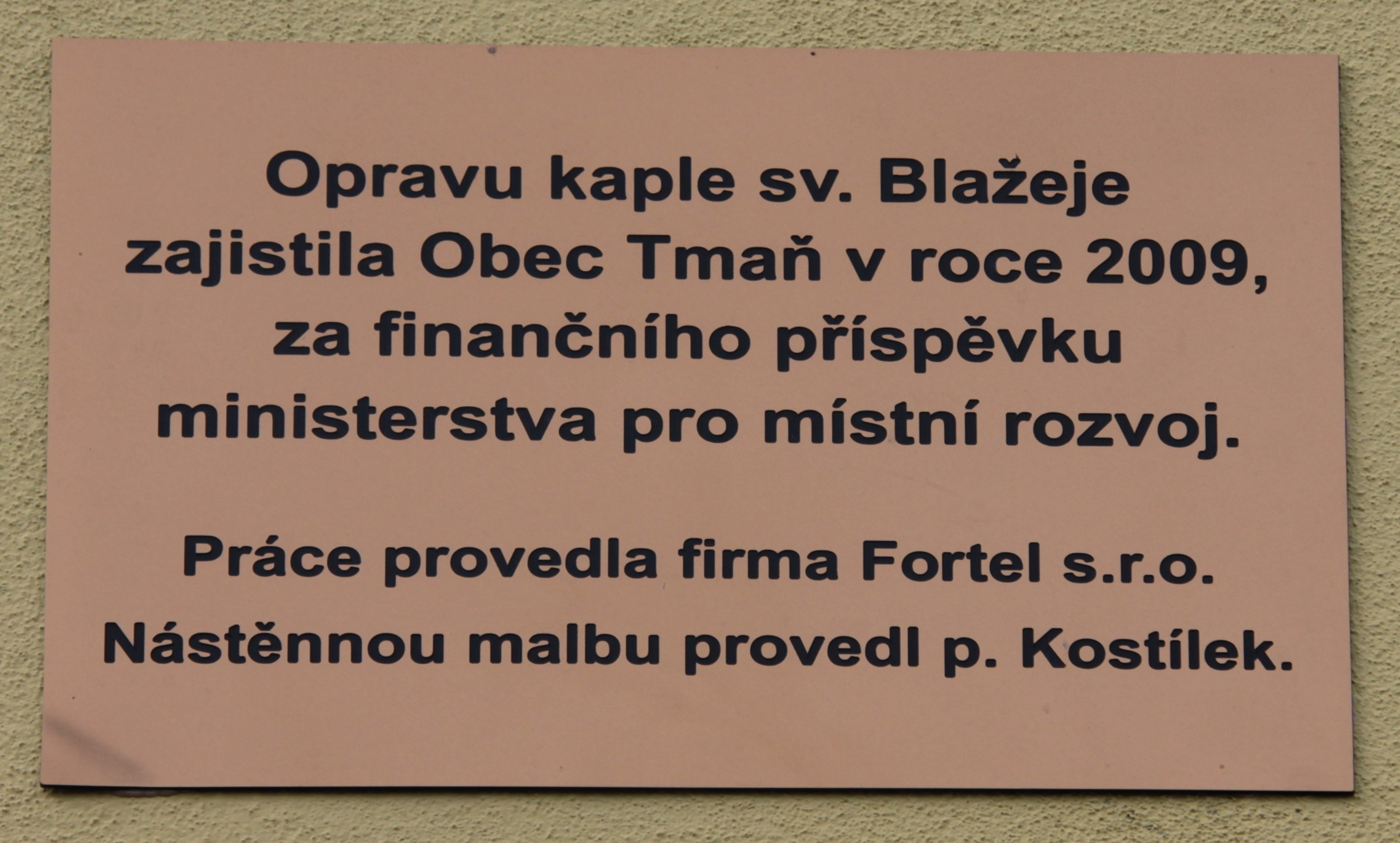
Pamětní štítek na renovované kapli na Koukolově hoře.
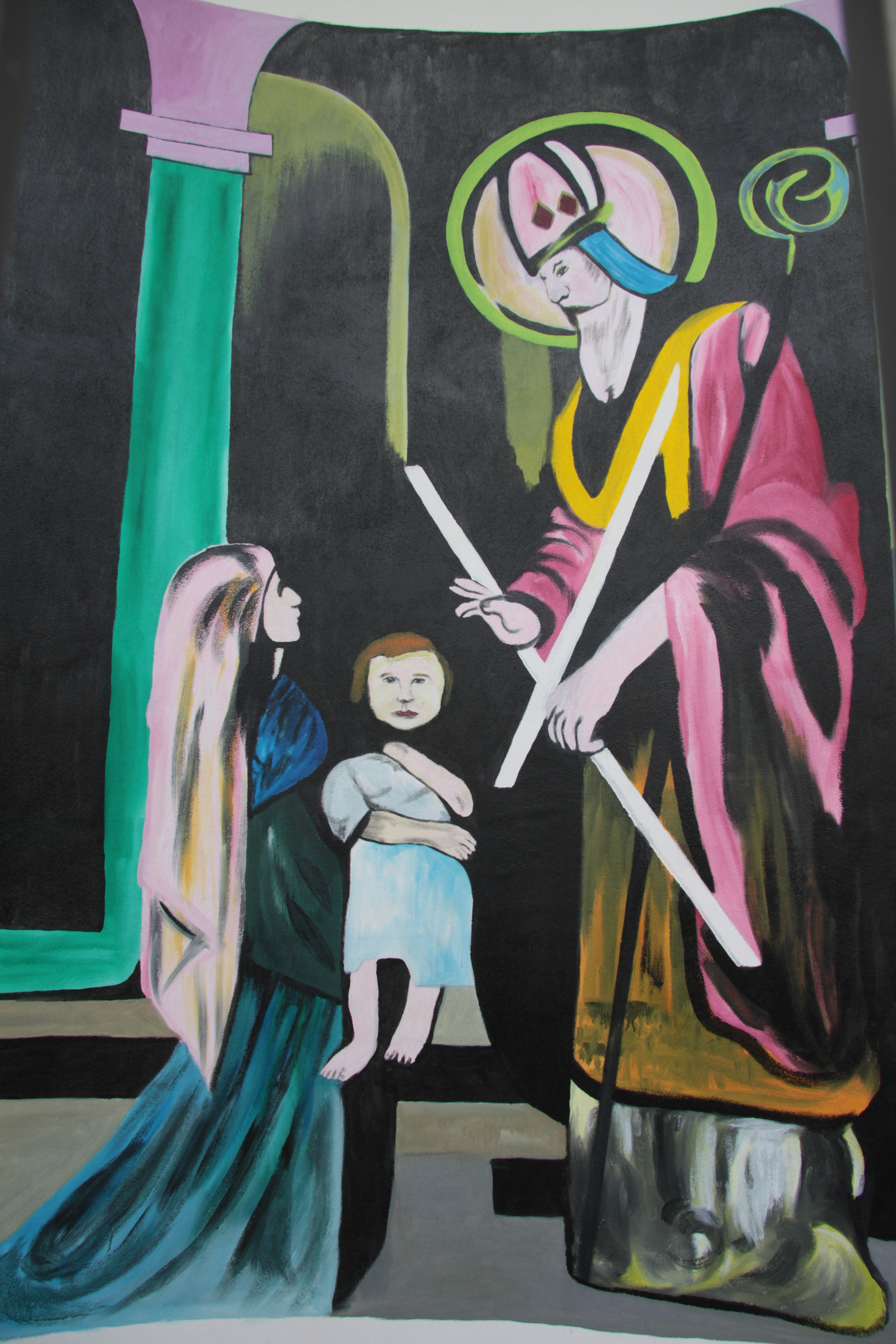
Nový obraz od p. Kostílka ve výklenku renovované kaple na Koukolově hoře.